# بولشایا کیرکیلا
بولشایا کیرکیلا (به لاتین: Bolshaya Kyrkyla) یک منطقهٔ مسکونی در روسیه است که در سرزمین آلتای واقع شده‌است.